# بحیر سفلی
بحیر سفلی، روستایی از توابع بخش باوی شهرستان اهواز در استان خوزستان ایران است.

## جمعیت
این روستا در دهستان ملاثانی قرار دارد و براساس سرشماری مرکز آمار ایران در سال ۱۳۸۵، جمعیت آن ۴۰ نفر (۸خانوار) بوده‌است.